# Waynesboro (Georgia)
Waynesboro – miasto w Stanach Zjednoczonych, w stanie Georgia, siedziba administracyjna hrabstwa Burke.